# بيتر كوكي
بيتر كوكي (بالإنجليزية: Peter Cooke)‏ هو سياسي أمريكي، ولد في 7 مارس 1949 بميامي في الولايات المتحدة. حزبياً، نشط في الحزب الديمقراطي.